# Janet Jackson's Rhythm Nation 1814
Janet Jackson's Rhythm Nation 1814 (hay còn được biết đến như Rhythm Nation 1814 hoặc Rhythm Nation) là album phòng thu thứ tư của ca sĩ người Mỹ Janet Jackson, phát hành ngày 16 tháng 9 năm 1989 bởi A&M Records. Sau bước đột phá về mặt thương mại lẫn chuyên môn của album phòng thu thứ ba Control (1986), Jackson có thêm động lực để tham gia nhiều hơn vào quá trình sáng tạo album của cô. Mặc dù giám đốc điều hành của hãng đĩa muốn nữ ca sĩ thu âm một đĩa nhạc tương tự như album trước, Jackson quyết định tạo nên một album chủ đề nói về những vấn đề xã hội, lấy cảm hứng từ nhiều bi kịch khác nhau được đưa tin trên truyền thông và khám phá những chủ đề về chủ nghĩa phân biệt chủng tộc, nghèo đói và lạm dụng chất kích thích, bên cạnh nội dung về tình yêu lãng mạn. Tương tự như Control, Jackson hợp tác chặt chẽ với bộ đôi nhà sản xuất Jimmy Jam and Terry Lewis để tạo nên một bản thu âm kết hợp nhiều phong cách âm nhạc khác nhau, như new jack swing, hard rock, pop, dance và industrial. Những bài hát từ album trải dài từ giai điệu dance mạnh mẻ đến ballad nhẹ nhàng, để thu hút nhiều đối tượng người nghe phát thanh hơn.
Sau khi phát hành, Janet Jackson's Rhythm Nation 1814 đa phần nhận được những phản ứng tích cực từ các nhà phê bình âm nhạc, trong đó họ đánh giá cao quá trình sản xuất sáng tạo và chất lượng những sáng tác của Jackson, mặc dù vấp phải một số quan điểm trái chiều về chủ đề liên quan đến chủ nghĩa xã hội không tưởng. Ngoài ra, đĩa nhạc còn lập kỷ lục khi chiến thắng tám hạng mục tại giải thưởng Âm nhạc Billboard năm 1990 và nhận được chín đề cử giải Grammy trong hai năm liên tiếp, giúp cô trở thành nghệ sĩ nữ đầu tiên được đề cử cho Nhà sản xuất của năm, Phi cổ điển và thắng giải Video ca nhạc hình thức dài xuất sắc nhất. Album cũng gặt hái những thành công lớn về mặt thương mại, đạt vị trí số một tại Úc và lọt vào top 10 ở một số quốc gia như Canada, Nhật Bản, New Zealand và Vương quốc Anh. Janet Jackson's Rhythm Nation 1814 đứng đầu bảng xếp hạng Billboard 200 trong bốn tuần liên tiếp, trở thành album quán quân thứ hai của Jackson tại Hoa Kỳ và là album bán chạy nhất năm 1990 tại đây. Tính đến nay, album đã bán được hơn 12 triệu bản trên toàn cầu, trở thành một trong những album của nghệ sĩ nữ bán chạy nhất lịch sử.
Tám đĩa đơn đã được phát hành từ Janet Jackson's Rhythm Nation 1814, trong đó bảy đĩa đơn thương mại đầu tiên đều vươn đến top 5 trên bảng xếp hạng Billboard Hot 100, trở thành album đầu tiên và duy nhất trong lịch sử đạt được thành tích trên. Đây cũng là đĩa nhạc đầu tiên sở hữu đĩa đơn quán quân trong ba năm dương lịch khác nhau tại Hoa Kỳ, bắt đầu với "Miss You Much" (1989), "Escapade" và "Black Cat" (1990), và "Love Will Never Do (Without You)" (1991). Để quảng bá album, một bộ phim ngắn dài 30 phút mang tên Rhythm Nation 1814 được phát sóng trên MTV, cũng như chuyến lưu diễn Rhythm Nation World Tour 1990 đã trở thành chuyến lưu diễn đầu tay thành công nhất của một nghệ sĩ vào thời điểm đó. Được xem như một album "mang tính bước ngoặt", Janet Jackson's Rhythm Nation 1814 tạo ảnh hưởng đến những tác phẩm của nhiều nghệ sĩ âm nhạc, thiết lập nhiều xu hướng phong cách trong những năm tiếp theo. Jackson cũng nhận được Giải thưởng Tiên phong Video Michael Jackson của MTV và một ngôi sao trên Đại lộ Danh vọng Hollywood cho những đóng góp đáng kể của cô đối với nền văn hóa đại chúng.

## Danh sách bài hát
Tất cả các ca khúc được viết bởi và sản xuất bởi Janet Jackson, James Harris III và Terry Lewis, ngoại trừ những ghi chú.
| Janet Jackson's Rhythm Nation 1814 – Phiên bản tiêu chuẩn | Janet Jackson's Rhythm Nation 1814 – Phiên bản tiêu chuẩn | Janet Jackson's Rhythm Nation 1814 – Phiên bản tiêu chuẩn | Janet Jackson's Rhythm Nation 1814 – Phiên bản tiêu chuẩn | Janet Jackson's Rhythm Nation 1814 – Phiên bản tiêu chuẩn |
| STT                                                       | Nhan đề                                                   | Sáng tác                                                  | Sản xuất                                                  | Thời lượng                                                |
| --------------------------------------------------------- | --------------------------------------------------------- | --------------------------------------------------------- | --------------------------------------------------------- | --------------------------------------------------------- |
| 1.                                                        | "Interlude: Pledge"                                       |                                                           |                                                           | 0:47                                                      |
| 2.                                                        | "Rhythm Nation"                                           |                                                           |                                                           | 5:31                                                      |
| 3.                                                        | "Interlude: T.V."                                         | Harris Lewis                                              |                                                           | 0:22                                                      |
| 4.                                                        | "State of the World"                                      |                                                           |                                                           | 4:48                                                      |
| 5.                                                        | "Interlude: Race"                                         | Harris Lewis                                              |                                                           | 0:05                                                      |
| 6.                                                        | "The Knowledge"                                           | Harris Lewis                                              |                                                           | 3:54                                                      |
| 7.                                                        | "Interlude: Let's Dance"                                  | Harris Lewis                                              |                                                           | 0:03                                                      |
| 8.                                                        | "Miss You Much"                                           | Harris Lewis                                              |                                                           | 4:12                                                      |
| 9.                                                        | "Interlude: Come Back"                                    | Harris Lewis                                              |                                                           | 0:21                                                      |
| 10.                                                       | "Love Will Never Do (Without You)"                        | Harris Lewis                                              |                                                           | 5:50                                                      |
| 11.                                                       | "Livin' in a World (They Didn't Make)"                    | Harris Lewis                                              |                                                           | 4:41                                                      |
| 12.                                                       | "Alright"                                                 |                                                           |                                                           | 6:26                                                      |
| 13.                                                       | "Interlude: Hey Baby"                                     | Harris Lewis                                              |                                                           | 0:10                                                      |
| 14.                                                       | "Escapade"                                                |                                                           |                                                           | 4:44                                                      |
| 15.                                                       | "Interlude: No Acid"                                      | Harris Lewis                                              |                                                           | 0:05                                                      |
| 16.                                                       | "Black Cat"                                               | Jackson                                                   | Jackson Jellybean Johnson                                 | 4:50                                                      |
| 17.                                                       | "Lonely"                                                  |                                                           |                                                           | 4:59                                                      |
| 18.                                                       | "Come Back to Me"                                         |                                                           |                                                           | 5:33                                                      |
| 19.                                                       | "Someday Is Tonight"                                      |                                                           |                                                           | 6:00                                                      |
| 20.                                                       | "Interlude: Livin'...In Complete Darkness"                | Harris Lewis                                              |                                                           | 1:07                                                      |
| Tổng thời lượng:                                          | Tổng thời lượng:                                          | Tổng thời lượng:                                          | Tổng thời lượng:                                          | 64:34                                                     |

| Janet Jackson's Rhythm Nation 1814 – Phiên bản LP đầu tiên | Janet Jackson's Rhythm Nation 1814 – Phiên bản LP đầu tiên | Janet Jackson's Rhythm Nation 1814 – Phiên bản LP đầu tiên | Janet Jackson's Rhythm Nation 1814 – Phiên bản LP đầu tiên | Janet Jackson's Rhythm Nation 1814 – Phiên bản LP đầu tiên |
| STT                                                        | Nhan đề                                                    | Sáng tác                                                   | Sản xuất                                                   | Thời lượng                                                 |
| ---------------------------------------------------------- | ---------------------------------------------------------- | ---------------------------------------------------------- | ---------------------------------------------------------- | ---------------------------------------------------------- |
| 1.                                                         | "Interlude: Pledge"                                        |                                                            |                                                            | 0:47                                                       |
| 2.                                                         | "Rhythm Nation"                                            |                                                            |                                                            | 4:38                                                       |
| 3.                                                         | "State of the World"                                       |                                                            |                                                            | 4:53                                                       |
| 4.                                                         | "The Knowledge"                                            | Harris Lewis                                               |                                                            | 4:01                                                       |
| 5.                                                         | "Miss You Much"                                            | Harris Lewis                                               |                                                            | 3:53                                                       |
| 6.                                                         | "Love Will Never Do (Without You)"                         | Harris Lewis                                               |                                                            | 5:48                                                       |
| 7.                                                         | "Livin' in a World (They Didn't Make)"                     | Harris Lewis                                               |                                                            | 4:36                                                       |
| 8.                                                         | "Alright"                                                  |                                                            |                                                            | 5:27                                                       |
| 9.                                                         | "Escapade"                                                 |                                                            |                                                            | 4:48                                                       |
| 10.                                                        | "Black Cat"                                                | Jackson                                                    | Jackson Johnson                                            | 4:50                                                       |
| 11.                                                        | "Lonely"                                                   |                                                            |                                                            | 4:59                                                       |
| 12.                                                        | "Come Back to Me"                                          |                                                            |                                                            | 5:32                                                       |
| 13.                                                        | "Someday Is Tonight"                                       |                                                            |                                                            | 6:01                                                       |
| 14.                                                        | "Interlude: Livin'...In Complete Darkness"                 | Harris Lewis                                               |                                                            | 1:06                                                       |
| Tổng thời lượng:                                           | Tổng thời lượng:                                           | Tổng thời lượng:                                           | Tổng thời lượng:                                           | 61:19                                                      |

| Janet Jackson's Rhythm Nation 1814 – Phiên bản cassette tại Vương quốc Anh (băng kèm theo) | Janet Jackson's Rhythm Nation 1814 – Phiên bản cassette tại Vương quốc Anh (băng kèm theo) | Janet Jackson's Rhythm Nation 1814 – Phiên bản cassette tại Vương quốc Anh (băng kèm theo) |
| STT                                                                                        | Nhan đề                                                                                    | Thời lượng                                                                                 |
| ------------------------------------------------------------------------------------------ | ------------------------------------------------------------------------------------------ | ------------------------------------------------------------------------------------------ |
| 1.                                                                                         | "Miss You Much" (Shep's house Mix)                                                         | 8:45                                                                                       |
| 2.                                                                                         | "You Need Me" (Mặt B của "Miss You Much")                                                  | 4:34                                                                                       |
| 3.                                                                                         | "Skin Game" (Mặt B của "Come Back to Me")                                                  | 6:43                                                                                       |
| 4.                                                                                         | "The 1814 Megamix" (phiên bản đầy đủ)                                                      | 7:23                                                                                       |
| 5.                                                                                         | "Come Back to Me" (không lời)                                                              | 5:15                                                                                       |

| Video The Rhythm Nation Compilation | Video The Rhythm Nation Compilation | Video The Rhythm Nation Compilation | Video The Rhythm Nation Compilation |
| STT                                 | Nhan đề                             | Đạo diễn                            | Thời lượng                          |
| ----------------------------------- | ----------------------------------- | ----------------------------------- | ----------------------------------- |
| 1.                                  | "Lời mở đầu"                        | Dominic Sena                        | 3:16                                |
| 2.                                  | "Miss You Much"                     | Sena                                | 5:27                                |
| 3.                                  | "Rhythm Nation"                     | Sena                                | 4:53                                |
| 4.                                  | "Escapade"                          | Peter Smillie                       | 5:04                                |
| 5.                                  | "Alright" (bản mỡ rộng)             | Julien Temple                       | 9:05                                |
| 6.                                  | "Come Back To Me"                   | Sena                                | 5:43                                |
| 7.                                  | "Black Cat"                         | Wayne Isham                         | 5:23                                |
| 8.                                  | "Love Will Never Do (Without You)"  | Herb Ritts                          | 5:38                                |
| 9.                                  | "Epilogue"                          | Jonathan Dayton and Valerie Faris   | 1:42                                |

Ghi chú
- Phiên bản đĩa than gốc không liệt kê những đoạn nhạc đệm (interlude) thành những bản nhạc riêng biệt, mà nằm ở đầu bản nhạc tiếp theo.

## Xếp hạng
| Bảng xếp hạng (1989–91)                        | Vị trí cao nhất |
| ---------------------------------------------- | --------------- |
| Album Úc (ARIA)                                | 1               |
| Canada Top Albums/CDs (RPM)                    | 5               |
| Album Hà Lan (Album Top 100)                   | 28              |
| Album Châu Âu (Music & Media)                  | 23              |
| Album Phần Lan (Suomen virallinen albumilista) | 16              |
| Album Đức (Offizielle Top 100)                 | 39              |
| Album Nhật Bản (Oricon)                        | 8               |
| Album New Zealand (RMNZ)                       | 9               |
| Album Thụy Sĩ (Schweizer Hitparade)            | 23              |
| Album Anh Quốc (OCC)                           | 4               |
| Album Hoa Kỳ Billboard 200                     | 1               |
| Album Hoa Kỳ Top R&B/Hip-Hop (Billboard)       | 1               |

| Bảng xếp hạng (1989)                      | Vị trí |
| ----------------------------------------- | ------ |
| Album Canada ('RPM)                       | 53     |
| Hoa Kỳ Billboard 200                      | 49     |
| Bảng xếp hạng (1990)                      | Vị trí |
| Album Canada (RPM)                        | 25     |
| Album Nhật Bản (Oricon)                   | 61     |
| Album New Zealand (RMNZ)                  | 25     |
| Hoa Kỳ Billboard 200                      | 1      |
| Hoa Kỳ Top R&B/Hip-Hop Albums (Billboard) | 1      |
| Bảng xếp hạng (1991)                      | Vị trí |
| Album Úc (ARIA)                           | 13     |
| Hoa Kỳ Billboard 200                      | 43     |
| Hoa Kỳ Top R&B/Hip-Hop Albums (Billboard) | 77     |

| Bảng xếp hạng                             | Vị trí |
| ----------------------------------------- | ------ |
| Hoa Kỳ Billboard 200                      | 94     |
| Hoa Kỳ Billboard 200 (Nữ)                 | 29     |
| Hoa Kỳ Top R&B/Hip-Hop Albums (Billboard) | 76     |

## Chứng nhận
| Quốc gia                                                                           | Chứng nhận  | Số đơn vị/doanh số chứng nhận |
| ---------------------------------------------------------------------------------- | ----------- | ----------------------------- |
| Úc (ARIA)                                                                          | 2× Bạch kim | 140.000^                      |
| Canada (Music Canada)                                                              | Bạch kim    | 100.000^                      |
| Hồng Kông (IFPI Hồng Kông)                                                         | Vàng        | 10.000*                       |
| Nhật Bản (RIAJ)                                                                    | Vàng        | 500,000                       |
| Hà Lan (NVPI)                                                                      | Vàng        | 50.000^                       |
| New Zealand (RMNZ)                                                                 | Vàng        | 7.500^                        |
| Thụy Sĩ (IFPI)                                                                     | Vàng        | 25.000^                       |
| Anh Quốc (BPI)                                                                     | Bạch kim    | 300.000^                      |
| Hoa Kỳ (RIAA)                                                                      | 6× Bạch kim | 7,000,000                     |
| Tổng hợp                                                                           |             |                               |
| Toàn cầu                                                                           | —           | 12,000,000                    |
| * Chứng nhận dựa theo doanh số tiêu thụ. ^ Chứng nhận dựa theo doanh số nhập hàng. |             |                               |

| Quốc gia                                  | Chứng nhận | Số đơn vị/doanh số chứng nhận |
| ----------------------------------------- | ---------- | ----------------------------- |
| Hoa Kỳ (RIAA)                             | Bạch kim   | 100.000^                      |
| ^ Chứng nhận dựa theo doanh số nhập hàng. |            |                               |